# Comuna Argetoaia, Dolj
Argetoaia este o comună în județul Dolj, Oltenia, România, formată din satele Argetoaia (reședința), Băranu, Berbeșu, Iordăchești, Leordoasa, Malumnic, Novac, Piria, Poiana Fântânii, Salcia, Teascu din Deal și Ursoaia.
Este cunoscut faptul că familia Argetoianu este atestată în documentele vremii încă din anul 1668, atunci când, într-un document privitor la Cerneți în care apare și semnătura lui Mihaiu Hargetoianu care avea titlul de vel stolnic. Tot de la sfârșitul sec. al XVII-lea, într-un act domnesc, datat 1697, întâlnim un Dumitrașco Argetoianu, vel Căpitan.
Referirile la membrii acestei familii sunt mult mai numeroase în sec. al XVIII-lea. Astfel, pe Constantin Serdaru Argetoianu, fiul lui Dumitrașco de care am amintit, îl întâlnim pe la 1718 – 1720, în timpul ocupației austriece, pe lista boierilor, ca vornic al județului Mehedinți, iar mai târziu în 1728 îl întâlnim ca vel – Ban al Craiovei. Pe aceeași listă a boierilor cu subscrieri de bani către Austria întâlnim pe Vasile împreună cu Constantin Argetoianu ca boieri de Mehedinți.

## Demografie
Componența etnică a comunei Argetoaia
     Români (94,34%)
     Alte etnii (0,09%)
     Necunoscută (5,56%)
Componența confesională a comunei Argetoaia
     Ortodocși (87,95%)
     Penticostali (6,26%)
     Alte religii (0,23%)
     Necunoscută (5,56%)
Conform recensământului efectuat în 2021, populația comunei Argetoaia se ridică la 4.331 de locuitori, în scădere față de recensământul anterior din 2011, când fuseseră înregistrați 4.382 de locuitori. Majoritatea locuitorilor sunt români (94,34%), iar pentru 5,56% nu se cunoaște apartenența etnică. Din punct de vedere confesional, majoritatea locuitorilor sunt ortodocși (87,95%), cu o minoritate de penticostali (6,26%), iar pentru 5,56% nu se cunoaște apartenența confesională.

## Politică și administrație
Comuna Argetoaia este administrată de un primar și un consiliu local compus din 13 consilieri. Primarul, Mircea Beznă[*], de la Partidul Social Democrat, este în funcție din octombrie 2020. Începând cu alegerile locale din 2024, consiliul local are următoarea componență pe partide politice:
|  | Partid                          | Consilieri | Componența Consiliului | Componența Consiliului | Componența Consiliului | Componența Consiliului | Componența Consiliului | Componența Consiliului | Componența Consiliului | Componența Consiliului | Componența Consiliului |
|  | ------------------------------- | ---------- | ---------------------- | ---------------------- | ---------------------- | ---------------------- | ---------------------- | ---------------------- | ---------------------- | ---------------------- | ---------------------- |
|  | Partidul Social Democrat        | 9          |                        |                        |                        |                        |                        |                        |                        |                        |                        |
|  | Partidul Național Liberal       | 3          |                        |                        |                        |                        |                        |                        |                        |                        |                        |
|  | Alianța pentru Unirea Românilor | 1          |                        |                        |                        |                        |                        |                        |                        |                        |                        |